# 王偉 (野球)
王 偉（おう い、ワン・ウェイ、Wang Wei、1978年12月25日 - ）は、中華人民共和国出身の元プロ野球選手(捕手)。右投右打。北京タイガースに所属していた。
中国野球のレジェンドと称される。

## 経歴
1998年バンコクアジア大会で代表初選出。2004年に北京タイガースに入団した後、2007年途中よりシアトル・マリナーズとマイナー契約。2009年からは再び古巣北京に復帰している。
強肩強打が際立つ中国代表の正捕手。特にスローイングに関してはMLB関係者を驚かせるレベルの強肩と精度を誇る。打撃に関しても荒さは残るものの代表の中軸を任され、本塁打王経験もある一発長打を秘めたパンチ力をもっており、国際試合では攻守にわたって投手を助けてきた。
彼の能力を当時の代表監督ジム・ラフィーバーは「スペシャル・キッド」と評している。
2006年のワールド・ベースボール・クラシックでも西岡剛の盗塁を阻み強肩を見せつけ、さらには上原浩治から一時は同点となる大会第一号本塁打を放った。
北京オリンピック中国代表にも選出されたものの、米国戦で本塁クロスプレーの際に米国代表選手の体当たりを受けて靱帯断裂の大怪我を負った。これによって2009年WBCは欠場を余儀なくされたが、国内リーグでの開幕から復帰している。2013年のWBCには中国代表として出場している。
2017年のワールド・ベースボール・クラシックでは、1次ラウンド全3試合に先発出場し、6打数無安打。日本戦では、藤浪晋太郎より死球を受けている。
引退後は北京でコーチを務めている。 2023 ワールド・ベースボール・クラシックでは中国代表のコーチとして参加した。